# 简阳郡
简阳郡，中国南北朝时设置的郡。
南朝梁置，治所在简阳县（今广西壮族自治区横县西南、郁江南岸）。辖境相当今广西壮族自治区横县西南一带。属龙州。隋朝开皇九年（589年）废。